# أكاديمية السودان للعلوم المصرفية والمالية
أكاديمية السودان للعلوم المصرفية والمالية هي أكاديمية متخصصة في الصيرفة والعلوم المالية، أُنشِئَت عام 1963، تحت اسم معهد الدراسات المصرفية، وذلك نتيجة جهد مشترك، بين بنك السودان والبنوك التجارية والمتخصصة، وهي في الأصل أنشأت لتدريب موظفي بنك السودان المركزي لكنها الآن تستقبل الطلبة خريجي المرحلة الثانوية كما تقدم برامج الدراسات العليا وهي تقع بشارع الجامعة جنوب كبرى المك نمر بولاية الخرطوم قرب وزارة الخارجية.

## وصلات خارجية
الموقع الرسمي